# Чхунньоль (ван Корьо)
Чхунньоль (кор. 충렬, 忠烈, Chungnyeol, Ch'ungnyǒl; 3 квітня 1236 — 30 липня 1308) — корейський правитель, двадцять п'ятий володар Корьо.

## Правління
Був старшим сином і спадкоємцем вана Вонджона. Зійшов на трон 1274 року після смерті батька. Період його правління позначився монгольським вторгненням до Японії, в якому Корьо надавала допомогу монголам.
Ще будучи спадковим принцом, Чхунньоль одружився з дочкою Хубілая, після чого впродовж понад 80 років правителі Корьо ставали до шлюбу з представницями монгольської царської родини. Спадкоємці престолу отримували монгольські імена й відряджались до Даду, де вони виховувались до досягнення повноліття.
Також Чхунньоль відомий тим, що спонукав імператора Хубілая до вторгнення до Японії та надавав допомогу монголам, як загальну, так і військово-морську.
Помер 1308 року, після чого трон успадкував його старший син Чхунсон.